# K League 2
K League 2 (tiếng Hàn: K리그2) là một giải đấu bóng đá dành cho các câu lạc bộ chuyên nghiệp của Hàn Quốc. Đây là giải đấu xếp thứ hai trong Hệ thống các giải bóng đá Hàn Quốc, hiện tại bao gồm 11 câu lạc bộ, có quan hệ lên xuống hạng với K League 1.

## Câu lạc bộ
| Câu lạc bộ        | Trụ sở                    | Sân vận động                                | Mùa đầu tiên tại giải hạng nhất | Giai đoạn hiện tại tại giải hạng nhất |
| ----------------- | ------------------------- | ------------------------------------------- | ------------------------------- | ------------------------------------- |
| Ansan Greeners    | Ansan, Gyeonggi           | Sân vận động Ansan Wa~                      | 2017                            | 2017–                                 |
| FC Anyang         | Anyang, Gyeonggi          | Sân vận động Anyang                         | 2013                            | 2013–                                 |
| Bucheon FC 1995   | Bucheon, Gyeonggi         | Sân vận động Bucheon                        | 2013                            | 2013–                                 |
| Busan IPark       | Busan                     | Sân vận động Gudeok Busan                   | 2016                            | 2021–                                 |
| Cheonan City      | Cheonan, Chungcheong Nam  | Sân vận động Cheonan                        | 2023                            | 2023–                                 |
| Chungbuk Cheongju | Cheongju, Chungcheong Bắc | Sân vận động Khu liên hợp thể thao Cheongju | 2023                            | 2023–                                 |
| Chungnam Asan     | Asan, Chungcheong Nam     | Sân vận động Lý Thuấn Thần                  | 2020                            | 2020–                                 |
| Gimcheon Sangmu   | Gimcheon, Gyeongsang Bắc  | Sân vận động Gimcheon                       | 2021                            | 2023–                                 |
| Gimpo FC          | Gimpo, Gyeonggi           | Sân vận động bóng đá Gimpo Solteo           | 2022                            | 2022–                                 |
| Gyeongnam FC      | Changwon, Gyeongsang Nam  | Trung tâm bóng đá Changwon                  | 2006                            | 2020–                                 |
| Jeonnam Dragons   | Gwangyang, Jeolla Nam     | Sân vận động bóng đá Gwangyang              | 2019                            | 2019–                                 |
| Seongnam FC       | Seongnam, Gyeonggi        | Sân vận động Tancheon                       | 2017                            | 2023–                                 |
| Seoul E-Land      | Seoul                     | Sân vận động Mokdong                        | 2015                            | 2015–                                 |

## Vô địch

### Theo mùa
| Mùa giải | Vô địch                     | Á quân                      |
| -------- | --------------------------- | --------------------------- |
| 2013     | Sangju Sangmu ‡             | Câu lạc bộ bóng đá Cảnh sát |
| 2014     | Daejeon Citizen             | Gwangju FC ‡                |
| 2015     | Sangju Sangmu               | Suwon FC ‡                  |
| 2016     | Câu lạc bộ bóng đá Cảnh sát | Daegu FC                    |
| 2017     | Sangju Sangmu               | Busan IPark †               |
| 2018     | Câu lạc bộ bóng đá Cảnh sát | Seongnam FC                 |
| 2019     | Gwangju FC                  | Busan IPark ‡               |
| 2020     | Jeju United                 | Suwon FC ‡                  |
| 2021     | Gimcheon Sangmu             | Daejeon Hana Citizen †      |
| 2022     | Gwangju FC                  | Daejeon Hana Citizen        |

* Đậm chỉ đội lên hạng; 
‡ Thắng trận tranh Lên/Xuống hạng; 
† Thua trận tranh Lên/Xuống hạng;

### Theo câu lạc bộ
| Câu lạc bộ      | Vô địch | Á quân | Mùa vô địch | Mùa á quân |
| --------------- | ------- | ------ | ----------- | ---------- |
| Sangju Sangmu   | 2       | 0      | 2013, 2015  |            |
| Daejeon Citizen | 1       | 0      | 2014        |            |
| Cảnh sát Ansan  | 0       | 1      |             | 2013       |
| Gwangju FC      | 0       | 1      |             | 2014       |
| Suwon FC        | 0       | 1      |             | 2015       |